# Echinops kasakorum
Echinops kasakorum là một loài thực vật có hoa trong họ Cúc. Loài này được Pavlov mô tả khoa học đầu tiên.